# Divisione di Patiala
La divisione di Patiala è una divisione dello stato federato indiano del Punjab, di 9.215.940 abitanti. Il suo capoluogo è Patiala.
La divisione di Patiala comprende i distretti di Barnala, Fatehgarh Sahib, Ludhiana, Patiala, Rupnagar, Sahibzada Ajit Singh Nagar e Sangrur.